# 林青峰
林青峰，台灣生態觀察家 ，曾為《台灣生態筆記》、《台灣生態部落格》節目主持人，擔任過台北市立動物園研究助理。2016年入選三立「台灣真英雄活動」，出版過《赤腳阿峰》，學界稱他「台灣法布爾」。

## 生平
從小在屏東萬丹農村長大，畢業於屏東高工化工科，畢業後近十年和朋友、女友一起在屏東山上觀察生態。1998年，他的生活過程被導演陳碩儀拍成紀錄片《在山上下不來》，得了首屆台北電影節百萬首獎，但他在拍攝過程，認識了其他女生因而婚變。
直到2001年台視台灣生態筆記 （页面存档备份，存于）工作團隊聽說南部有個追蹤野生動物的達人，找上林青峰當來賓，並進而成為節目主持人。之後在恆春墾丁拍攝節目時，阿峰遇見了生命中的伯樂，時任台北市立動物園動物組組長、現為林務局局長的林華慶，他發現阿峰的野外觀察能力比許多研究者更厲害，因此便推薦對台灣蛇類瞭若指掌的阿峰至動物園擔任眼鏡蛇研究計畫的助理，開啟了他的生態攝影之路。
在動物園工作7年後離開，當起生態導覽員，並和推廣友善農耕的慈心基金會合作，2011年受委託至「西寶聚落」輔導農民，讓西寶成為全台第一座國家公園有機農村，也因協助玉山腳下的南安有機田區，觀察到幾乎絕跡的特有魚種菊池氏細鯽。
2016年入選三立台灣真英雄活動。

## 理念
堅持熱愛台灣這片土地上的野生動物，持續不懈的精神，就有如台灣的阿甘；靠著自學成為台灣最頂尖的生態觀查家同時也是傑出的生態攝影家與標本製作家。致力於透過演講、教學的方式提醒民眾如何和自然界的動物共存並且在人類與生態環境之間取得最好的平衡，堅持30年宣導生態觀念，推動無毒農田，足跡從花蓮西寶到台東電光社區踏遍全台。以熱情投入台灣土地，成為農民與野生動物最好的橋樑，也為農耕開創出尊敬大自然又實際可行的雙贏模式。難能可貴的是，調查中拾獲的動物殘骸，自製標本，向親子遊客、推廣動物知識，以逗趣，深入淺出的生動表達，吸引親子走入山林，拉近人與動物的距離，找回對生命的善心。 為生態智慧，永續台灣，做了最好示範。

## 專長
能辨識上百種鳥類叫聲、爬蟲類專家、標本製作達人。他的伯樂林務局長林華慶曾說：「林青峰先生是我認為台灣最傑出的業餘生態觀察家，不但如此他還是非常傑出的生態攝影家，他會把發現到死掉的野生動物做成標本，他也是我認為台灣數一數二，頂尖的標本製作家，栩栩如生。」

## 工作經歷
| 年份         | 職稱           | 單位                                         | 內容概要                                                             |
| ------------ | -------------- | -------------------------------------------- | -------------------------------------------------------------------- |
| 2012~Present | 生態調查研究員 | 財團法人慈心有機農業發展基金會               | 生態輔導與調查計畫,有機田區生物相監測                                |
| 2007~Present | 生態講師       | 峰自然社團                                   | 帶領親子團體走向戶外認識台灣生態                                     |
| 2008~Present | 研究計畫助理   | 社團法人中華民國溪流環境協會                 | 淡水魚類調查                                                         |
| 2008~Present | 研究計畫助理   | 中華民國綠野生態保育協會                     | 協助相關保育計畫,貓頭鷹調查研究計畫                                  |
| 2000~2007    | 研究計畫助理   | 台北市立動物園野生動物收容中心               | 眼鏡蛇及龜殼花遺傳多樣性研究、赤尾青竹絲生物學研究、臺北赤蛙棲地保育 |
| 2001~2005    | 研究計畫助理   | 財團法人台北市自然生態教育基金會             | 生物多樣性監測調查                                                   |
| 2005         | 生態節目主持人 | 台灣生態部落-緯來綜合 （页面存档备份，存于） | 台灣的自然生態介紹                                                   |

## 近年參與生態環境有關的計劃
西寶部落生態調查計劃,內容為調查生態、環境、物種；輔導慣行農法之農民轉至環境友善之耕種農法

## 出版著作
2003，赤腳阿峰 （页面存档备份，存于），2011第一次調查貓頭鷹就上手 （页面存档备份，存于）

## 獲獎
2016 Hero at Taiwan （页面存档备份，存于）

## 影片
- 20190908【TVBS 優選頻道】一步一腳印-守護生態山野大叔(林青峰) （页面存档备份，存于）
- 20191228【鏡電視】鏡相人間 林青峰／蔡尚樺主持
- 20161012【HERO@TAIWAN 台灣真英雄】頒獎典禮 善行義舉-林青峰
- 20161219【三立電視台】2016 HERO@TAIWAN 生態真英雄-林青峰

## 外部連結
- 林青峰-野地峰云 （页面存档备份，存于）